# Mico munduruku
Mico munduruku is een zoogdier uit de familie van de klauwaapjes (Callitrichidae). De wetenschappelijke naam van de soort werd voor het eerst geldig gepubliceerd door Costa-Araújo, Hrbek & Farias in 2019. De soort is vernaamd naar de Munduruku, een inheems volk uit Brazilië.

## Voorkomen
De soort komt voor in Brazilië.